# نموذج الطبقة ثنائية الدهون
نموذج الطبقة ثنائية الدّهون هو أي طبقة ثنائية يتم تجميعها في المختبر، على عكس الطبقة الثنائية لأغشية الخلايا الطبيعية أو التي تغطي الهياكل الخلوية الفرعية المختلفة مثل النواة. يتم استخدامها لدراسة الخصائص الأساسية للأغشية البيولوجية في بيئة مبسطة يتم التحكم فيها جيداً، وبشكل متزايد في البيولوجيا التركيبية من أسفل إلى أعلى لبناء الخلايا الاصطناعية. يمكن صنع نموذج ثنائي الطّبقة إما من الدّهون الاصطناعية أو الطبيعية. أبسط أنظمة النّماذج تحتوي فقط على شحوم اصطناعية نقية واحدة. يمكن صُنع طبقات ثنائية أكثر ملاءمةً من النّاحية الفسيولوجية مع مخاليط من العديد من الدّهون الاصطناعية أو الطبيعية.
هناك العديد من الأنواع المختلفة للطبقات الثنائية النموذجية، ولكل منها مزايا وعيوب تجريبية. كان النّظام الأول الذي تم تطويره هو الغشاء الدهني الأسود أو الطبقة الثنائية «المطلية»، والتي تسمح بالوصف الكهربائي البسيط للطبقات الثنائية ولكنها قصيرة العمر ويمكن أن يكون من الصعب التعامل معها. يتم تثبيت الطبقات الثنائية المدعومة على دعامة صلبة، مما يزيد من الاستقرار ويسمح باستخدام أدوات الوصف غير الممكنة في الحلول المجمعة. تأتي هذه المزايا على حساب تفاعلات الدعامة غير المرغوب فيها والتي يمكن أن تفسد بروتينات الغشاء.

## أغشية الدهون السوداء

رسم تخطيطي لتجربة طبقة ثنائية مرسومة. تفصل قطعة من البلاستيك بها فتحة صغيرة في المنتصف بين جانبي الحجرة. تتكون الطبقة الثنائية عبر هذه الفتحة، وتفصل بين الغرفتين. يمكن قياس الخواص الكهربائية للطبقة الثنائية بوضع قطب كهربائي في كل جانب من جوانب الحجرة.

كان أقدم نموذج تم تطويره هو الطبقة الثنائية «المطلية»، والمعروفة أيضًا باسم «الغشاء الدهني الأسود». يشير المصطلح «مطلي» إلى العملية التي يتم من خلالها صُنع هذه الطّبقات الثنائية. أولاً، يتم إنشاء فتحة صغيرة في طبقة رقيقة من مادة كارهة للماء مثل التفلون. يبلغ قطر هذا الثقب عادةً بضع عشرات من الميكرومترات حتى مئات الميكرومترات.وذلك لتشكيل أغشية الدّهون السّوداء، يتم بعدها «طلاء المنطقة المحيطة بالفتحة» بمحلول دهون مذاب في مذيب كاره للماء عن طريق تطبيق هذا المحلول عبر الفتحة باستخدام فرشاة أو حقنة أو قضيب زجاجي. يجب أن يكون للمذيب المستخدم معامل فصل مرتفع جداً ويجب أن يكون لزجاً نسبياً لمنع التمزق الفوري. المذيب الأكثر استخداماً هو خليط من الديكان والسكوالين.
بعد السماح للفتحة بأن تجف، يضاف محلول الملح (الطور المائي) إلى جانبي الغرفة. ثم يتم «دَهن» الفتحة بمحلول دُهني (بشكل عام نفس المحلول المُستخدم في الطلاء المسبق). تتكون الطّبقة دهنية أحادية الطبقة تلقائياً عند السّطح البَيني بين المرحلتين العضوية والمائية على جانبي قطرة الدّهن أو المُذيب. نظراً لأن جدران الفتحة كارهة للماء، فإن محلول الدهون أو المذيب يُبلل هذه الواجهة، مما يؤدي إلى تَرقق القطرة في المركز. بمجرد أن يقترب جانبي القطرة من بعضهما البعض بشكل كافٍ، تندمج الطّبقات الأحادية الشحمية بسرعة باستثناء الحجم الصغير المتبقي من المحلول. عند هذه النقطة، يتم تكوين طبقة ثنائية في وسط الفتحة، ولكن تظل حلقة كبيرة من المذيب في المحيط. هذه الحلقة مطلوبة للحفاظ على الاستقرار من خلال العمل كجسر بين ~ 5 نانومتر ثنائي الطبقة و 10 ميكرومتر من الصفيحة السميكة التي تتكون فيها الفتحة.
يشير مصطلح طبقة ثنائية «سوداء» إلى حقيقة أنها مظلمة في الضوء المنعكس لأن سمك الغشاء لا يتجاوز بضعة نانومترات، لذا فإن الضوء المنعكس عن الوجه الخلفي يتداخل بشكل مدمر مع الضوء المنعكس عن الوجه الأمامي. في الواقع، كان هذا أحد الدلائل الأولى على أن هذه التقنية أنتجت غشاءً بسمك المِقياس الجزيئي. الأغشية الدُّهنية السوداء مناسبة تمامًا للوصف الكهربائي لأن الغرفتين اللتين تفصل بينهما طبقة ثنائية يمكن الوصول إليها، مما يسمح بوضع بسيط للأقطاب الكهربائية الكبيرة. لهذا السبب، يعد الوصف الكهربائي أحد أهم الطرق المستخدمة جنباً إلى جنب مع طبقات ثنائية الدهون المطلية. تشير القياسات البسيطة إلى متى تتشكل الطّبقة الثنائية ومتى تنكسر، حيث أن الطّبقة الثنائية السّليمة لها مقاومة كبيرة (> GΩ) وسعة كبيرة (~ 2 µF\ cm2). كان الوصف الكهربائي الأكثر تقدماً مهماً بشكل خاص في دراسة القنوات الأيونية ذات الجهد الكهربائي. لا يمكن عادةً دمج بروتينات الغشاء مثل القنوات الأيونية مباشرة في الطبقة الثنائية المطلية أثناء التكوين لأن الغمر في مذيب عضوي من شأنه أن يفسد البروتين. بدلاً من ذلك، يتم إذابة البروتين بمنظف وإضافته إلى المحلول المائي بعد تكوين الطبقة الثنائية. يسمح طلاء المنظف لهذه البروتينات بالدخول تلقائياً في الطبقة الثنائية على مدى دقائق. بالإضافة إلى ذلك، تم إجراء تجارب أولية تجمع بين التحقيقات الكهربائية الفسيولوجية والهيكلية للأغشية الدهنية السوداء.
في شكل آخر من تقنية أغشية الدهون السوداء، يُطلق عليه الثّقب ثنائي الطبقة، يتم استخدام ماصّة زجاجية (القطر الداخلي ~ 10-40 ميكرومتر) كـقطب كهربائي على جانب واحد من الطّبقة الثّنائية من أجل عزل رقعة صغيرة من الغشاء. يتيح هذا التعديل لتقنية مشبك التصحيح (تقنية تعليق القطفة) إمكانية تسجيل ضوضاء منخفضة، حتى عند الإمكانات العالية (حتى 600 مللي فولت)، على حساب وقت التّحضير الإضافي.
المشاكل الرئيسية المرتبطة بالطبقات الثنائية المَطلية هي المذيبات المتبقية والعمر المحدود. يعتقد بعض الباحثين أن جيوب المذيبات المحصورة بين المنشورات ثنائية الطبقة يمكن أن تعطل وظيفة البروتين الطبيعية. للتغلب على هذا القيد، طور مونتال ومولر تقنية ترسيب مُعدلة تلغي استخدام مذيب ثقيل غير متطاير. في هذه الطريقة، تبدأ الفتحة فوق سطح الماء، وتفصل غرفتي السوائل تماماً. على سطح كل غرفة، يتم تكوين طبقة أحادية عن طريق تطبيق الدهون في مذيب متطاير مثل الكلوروفورم وانتظار تبخر المذيب. يتم بعد ذلك خفض الفتحة من خلال واجهة الهواء والماء ويتم طي الطبقتين الأحاديتين من الغرف المنفصلة لأسفل ضد بعضهما البعض، مما يشكل طبقة ثنائية عبر الفتحة. ثبت أن مشكلة الاستقرار أكثر صعوبة في الحل. عادة، يبقى الغشاء الدهني الأسود على قيد الحياة لمدة تقل عن ساعة، مما يحول دون إجراء التّجارب طويلة المدى. يمكن إطالة هذا العمر من خلال هيكلة الفتحة الداعمة بدقة، كيميائياً ربط الليبيدات أو تبلور المحلول المحيط لدعم الطبقة الثنائية ميكانيكياً. العمل مستمر في هذا المجال وسيصبح عمر عدة ساعات ممكناً.

## طبقات ثنائية الدهون المدعومة

رسم تخطيطي للطبقة الثنائية المدعومة

على عكس الحويصلة أو غشاء الخلية حيث يتم لَف الطّبقة ثنائية الدّهون في غلاف مغلق، فإن الطّبقة الثّنائية المدعومة هي بُنية مُستوية تجلس على دعامة صلبة. ولهذا السّبب، فإن الوجه العلوي للطبقة الثّنائية هو الوحيد الذي يتعرض لمحلول حُر. هذا التّصميم له مزايا وعيوب تتعلق بدراسة طبقات الدّهون الثّنائية. أحد أعظم مزايا الطّبقة الثّنائية المَدعومة هو استقرارها. ستبقى طبقات ثنائية الدهون المدعومة سليمة إلى حد كبير حتى عند تعرضها لمعدلات تدفق عالية أو اهتزاز، وعلى عكس أغشية الدهون السوداء، فإن وجود الثّقوب لن يدمر الطبقة الثنائية بأكملها. بسبب هذا الاستقرار، من الممكن إجراء تجارب تستمر لأسابيع وحتى شهور باستخدام طبقات ثنائية مدعومة بينما تكون تجارب أغشية الدهون السوداء عادةً محدودة بساعات. ميزة أخرى للطبقة الثنائية المدعومة وذلك لكونها على سطح صلب مُسطح، فهي قابلة لعدد من أدوات الوصف أو التّصوير التي قد تكون مستحيلة أو قد توفر دقة أقل إذا تم إجراؤها على عينة عائمة بِحُريّة.
أحد أوضح الأمثلة على هذه الميزة هو استخدام تقنيات الفحص الميكانيكي التي تتطلب تفاعلاً مادياً مباشراً مع العينة. تم استخدام مجهر القوة الذرية لتصوير فصل الطور الدُّهني، تكوين المسام النانوية عبر الغشاء متبوعاً بامتصاص جزيء بروتين واحد، وتجميع البروتين  بدقة فرعية لـنانوميتر دون الحاجة إلى صبغة ووضع علامات. في الآونة الأخيرة، تم استخدام مجهر القوة الذرية أيضًا للتحقيق المباشر في الخواص الميكانيكية للطبقات الثنائية المفردة  ولإجراء التحليل الطيفي للقوة على بروتينات الغشاء الفردية. قد تكون هذه الدراسات صعبة أو مستحيلة بدون استخدام الطبقات الثنائية المدعمة لأن سطح الخلية أو الحويصلة ناعم نسبياً ويمكن أن ينجرف ويتقلب بمرور الوقت. مثال آخر للمسبار المادي هو استخدام التوازن الدقيق لـبلورة الكوارتز لدراسة حَركيات الرّبط على سطح الطّبقة الثّنائية. وقياس التداخل ثنائي الاستقطاب هو أداة بصرية عالية الدقة لوصف أو تصوير الترتيب والتعطيل في طبقات الدّهون الثنائية أثناء التفاعلات أو انتقالات الطور التي توفر بيانات تكميلية لقياسات التّوازن الدقيق لبلورة الكوارتز.
تتطلب العديد من تقنيات الفحص المجهري الحديثة أيضاً سطحاً مستوياً مدعوماً بشكل صارم. يمكن أن توفر الطّرق الميدانية المتغيرة مثل الفحص المجهري التألُقي الكامل للانعكاسات الداخلية، ورنين البلازمون السطحي قياساً شديد الحساسية للخصائص البصرية للربط التحليلي والطبقة الثنائية، ولكن يمكن أن تعمل فقط عندما يتم دعم العينة على مواد وظيفية بصرية متخصصة. فئة أخرى من الطرق المُطبقة فقط على الطبقات الثنائية المدعومة هي تلك القائمة على التداخل البصري مثل الفحص المجهري لتباين تداخل التألق، والفحص المجهري لتباين تداخل الانعكاس أو الفحص المجهري للتشتت المتداخل. عندما يتم دعم الطبقة الثنائية أعلى سطح عاكس، يمكن استخدام الاختلافات في الشّدة بسبب التداخل المُدمر من هذه الواجهة للحساب بدقة أنغستروم موضع الفلوروفور داخل الطبقة الثنائية. تقدم كل من تقنيات الزّوال والتداخل دقة طول الموجة الفرعية في بُعد واحد فقط (z، أو عمودي). في كثير من الحالات، هذا القرار هو كل ما هو مطلوب. بعد كل شيء، الطبقات الثنائية صغيرة جداً وفي بُعد واحد فقط. بشكل جانبي، يمكن أن تمتد الطبقة الثنائية للعديد من الميكرومترات أو حتى المليمترات. لكن بعض الظواهر مثل إعادة ترتيب الطور الديناميكي تحدث في طبقات ثنائية على مقياس طول جانبي فرعي ميكرومتر. نهج واعد لدراسة هذه الهياكل هو المسح المجهري البصري القريب من المجال. مثل مجهر القوة الذرية، تعتمد تقنية المسح المجهري البصري القريب من المجال على مسح طرف ميكانيكي لإعطاء إشارة محلية للغاية. ولكن على عكس مجهر القوة الذرية، يستخدم المسح المجهري البصري القريب من المجال تفاعلاً بصرياً بدلاً من التفاعل المادي مع العينة، مما قد يؤدي إلى اضطراب الهياكل الحساسة بدرجة أقل.

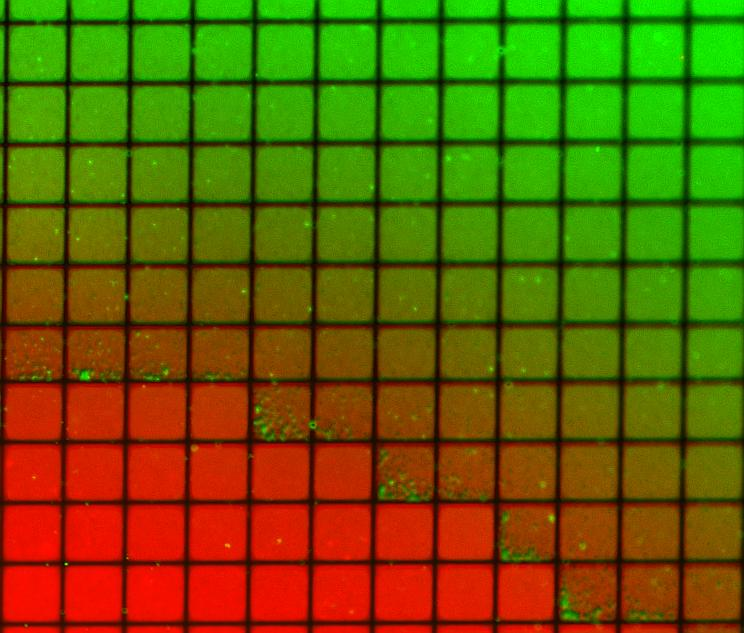
صورة مجهرية فلورية لطبقة ثنائية مدعومة على دعامة مزخرفة بسياج. ثُم تم تعريض هذه الدعامة بالتتابع لمجموعتين مختلفتين من الدهون (مصبوغتين باللونين الأحمر والأخضر). على الرغم من أن المجموعات كانت منفصلة إلى حد كبير، إلا أنه كان هناك بعض الاختلاط في الواجهة كما يتضح من التدرج اللوني.

القدرة الهامة الأخرى للطبقات الثنائية المدعومة هي القدرة على تشكيل السطح لإنتاج مناطق معزولة متعددة على نفس الدّعامة. تم توضيح هذه الظاهرة لأول مرة باستخدام الخدوش أو «الحظائر» المعدنية لمنع الاختلاط بين المناطق المجاورة مع السماح بالانتشار الحُر داخل أي منطقة واحدة. عمل لاحقاً على توسيع هذا المفهوم من خلال دمج الموائع الدقيقة لإثبات أن التدرجات التركيبية المستقرة يمكن تشكيلها في طبقات ثنائية، من المحتمل أن تسمح بدراسات متوازية على نطاق واسع لفصل الطور والرّبط الجزيئي والاستجابة الخلوية للأغشية الدهنية الاصطناعية. سمح الاستخدام الإبداعي لمفهوم الحجرة أيضاً بدراسات لإعادة التنظيم الديناميكي لبروتينات الغشاء في الواجهة المشبكية.
أحد القيود الأساسية للطبقات الثنائية المدعومة هو إمكانية التفاعلات غير المرغوب فيها مع الدّعامة. على الرّغم من أن الطبقات الثنائية المدعومة بشكل عام لا تلامس سطح الدّعامة بشكل مباشر، إلا أنها مفصولة فقط بفجوة مائية رقيقة جداً. يعتمد حجم وطبيعة هذه الفجوة على مادة الدّعامة وأنواع الدهون ولكن بشكل عام حوالي 1 نانومتر بالنسبة للدهون الزويرتيريونية المدعومة على السيليكا، وهو النظام التجريبي الأكثر شيوعاً. نظراً لأن هذه الطبقة رقيقة جداً، فهناك اقتران هيدروديناميكي واسع النطاق بين الطبقة الثنائية والدّعامة، مما يؤدي إلى معامل انتشار أقل في الطبقات الثنائية المُدعمة مقارنة بالطّبقات الثنائية الحُرّة من نفس التركيب. ستكون نسبة معينة من الطبقة الثنائية المدعومة ثابتة تماماً، على الرغم من أن الطبيعة الدّقيقة لهذه المواقع «المثبتة» وسببها لا يزال غير مؤكد. بالنسبة للطبقات الثنائية عالية الجودة المُدعمة بالطّور السّائل، يكون الجزء الثابت عادة حوالي 1-5٪. لتقدير معامل الانتشار والجزء المتحرك، غالباً ما يقوم الباحثون الذين يدرسون الطّبقات الثنائية المدعومة بالإبلاغ عن بيانات انتعاش الوميض الفلوري بعد التبييض الضوئي.
تعتبر تفاعلات الدّعامة غير المرغوب فيها مشكلة أكبر بكثير عند دمج بروتينات الغشاء المتكاملة، خاصة تلك التي لها نطاقات كبيرة تخرج خارج قلب الطبقة الثنائية. نظراً لأن الفجوة بين الطبقة الثنائية والدّعامة رفيعة جداً، غالباً ما يتم تغيير طبيعة هذه البروتينات على سطح الدّعامة وبالتالي تفقد كل الوظائف. تتمثل إحدى طرق التحايل على هذه المشكلة في استخدام الطّبقات الثنائية المربوطة بالبوليمر. في هذه الأنظمة، يتم دعم الطبقة الثنائية على شبكة فضفاضة من البوليمرات المائية أو الهيدروجيل الذي يعمل كمباعد ويمنع نظرياً تغيير طبيعة تفاعلات الرّكيزة. أما من الناحية العملية، ستظل بعض النسبة المئوية للبروتينات تفقد حركتها ووظائفها، ربما بسبب التفاعلات مع مثبتات البوليمر أو الدهون. والبحث في هذا المجال مستمر.

## الأغشية الدهنية ثنائية الطبقة المربوطة

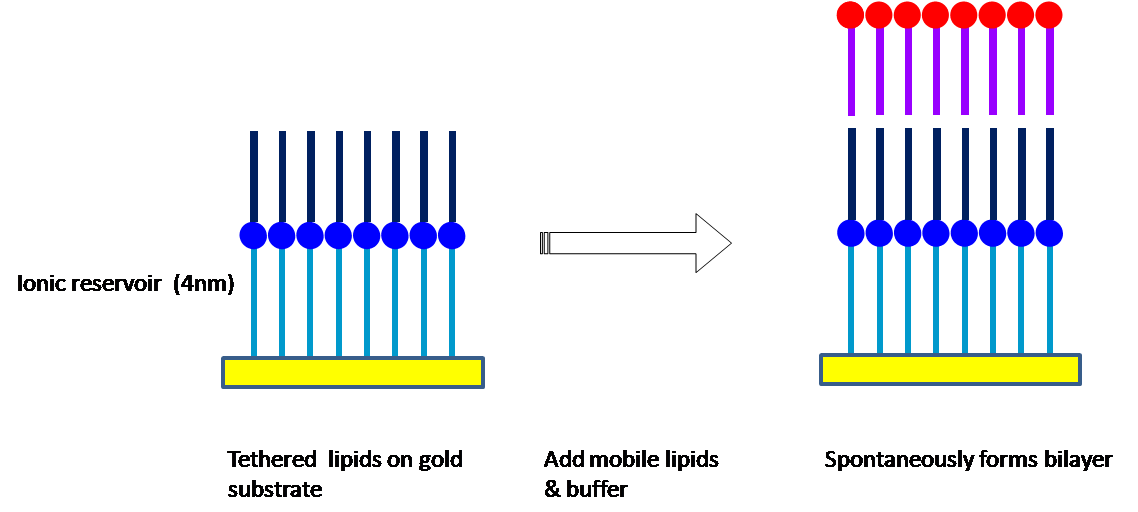
رسم تخطيطي يوضح تكوين الأغشية الدّهنية ثنائية الطبقة المَربوطة.

يؤدي استخدام الغشاء الدهني ثنائي الطبقة المربوط إلى زيادة استقرار الأغشية المُدّعمة؛ عن طريق تثبيت الدهون كيميائياً في الدّعامة الصلبة.
يمكن استخدام الذهب كدعامة بسبب كيمياءه الخاملة وثيوليبيدات للربط التساهمي بالذهب. تتكون الثيوليبيدات من مشتقات دهنية، ممتدة عند مجموعاتها القطبية الرأسية بفواصل محبة للماء تنتهي في مجموعة ثيول أو ثاني كبريتيد تشكل رابطة تساهمية مع الذهب، وتشكل طبقات أحادية مجمعة ذاتياً.
يمكن التغلب على قيود الحركة داخل الغشاء للطبقات الثنائية الدهنية المُدعمة عن طريق إدخال دهون نصف غشاء ممتدة من الحبل مع ثاني كبريتيد بنزيل وغشاء كامل تماثلي اصطناعي يمتد على الدهون مع سلاسل فيتانولي لتثبيت الهيكل ووحدات بولي إيثيلين جليكول كمباعد ماء. يتم تكوين طبقة ثنائية من خلال تعريض الدّعامة الذهبية المطلية بالدهون إلى دهون الطبقة الخارجية إما في محلول الإيثانول أو في الجسيمات الشحمية.
تتمثل ميزة هذا النهج في أنه نظراً للمساحة المحبة للماء التي تبلغ حوالي 4 نانومتر، يكون التفاعل مع الدّعامة ضئيلاً وتسمح المساحة الإضافية بإدخال قنوات أيونات البروتين في الطبقة الثنائية. بالإضافة إلى ذلك، تخلق طبقة المباعد خزاناً أيونياً يتيح بسهولة قياس المقاومة الكهربائية للـتيار المتردد عبر الطبقة الثنائية.

## الحويصلات

رسم تخطيطي لحويصلات دُهنية، يوضح الرّسم محلول يحوي جزيئات (نقاط خضراء) محاصرة في داخل الحويصلة.

الحويصلة عبارة عن طبقة ثنائية من الدهون ملفوفة في غلاف كروي، وتحيط بكمية صغيرة من الماء وتفصلها عن الماء الموجود خارج الحويصلة. بسبب هذا التشابه الأساسي مع غشاء الخلية، تم استخدام الحويصلات على نطاق واسع لدراسة خصائص طبقات الدهون الثنائية. سبب آخر لاستخدام الحويصلات بشكل متكرر هو سهولة صنعها نسبياً. إذا تعرضت عينة من الدهون المجففة للماء فإنها ستشكل حويصلات بشكل تلقائي. هذه الحويصلات الأولية عادة ما تكون متعددة الطبقات (متعددة الجدران) وتتراوح أحجامها من عشرات النانومتر إلى عدة ميكرومتر. هناك حاجة إلى طرق مثل الصوتنة أو البثق عبر الغشاء لتقسيم هذه الحويصلات الأولية إلى حويصلات أصغر أحادية الجدار ذات قطر موحد تُعرف باسم الحويصلات الصغيرة أحادية الطبقة. تتراوح أقطار سيارات الدفع الرباعي عادةً بين 50 و 200 نانومتر. بدلاً من ذلك، بدلاً من تصنيع الحويصلات، من الممكن ببساطة عزلها من مزارع الخلايا أو عينات الأنسجة. تُستخدم الحويصلات لنقل الدهون والبروتينات والعديد من الجزيئات الأخرى داخل الخلية وكذلك خارجها. تتكون هذه الحويصلات المعزولة بشكل طبيعي من مزيج معقد من الدهون والبروتينات المختلفة، لذلك، على الرغم من أنها توفر قدراً أكبر من الواقعية لدراسة ظواهر بيولوجية معينة، إلا أن الحويصلات الاصطناعية البسيطة مفضلة لدراسات الخصائص الدهنية الأساسية.
نظرًا لأنه يمكن تصنيع سيارات الدفع الرباعي الاصطناعية بكميات كبيرة، فهي مناسبة لدراسات المواد السائبة مثل انحراف الأشعة السينية لتحديد التباعد الشبكي والمسعرات التفاضلية لتحديد انتقالات الطور. قياس التداخل ثنائي الاستقطاب يمكن أن يقيس الهياكل أحادية الصف، ومتعددة الصفائح، وإدخال الحويصلات وتعطيلها في شكل مقايسة خالية من الملصقات. يمكن أيضاً تمييز الحويصلات بأصباغ الفلورسنت للسماح بمقايسات الانصهار الحساسة القائمة على المعايرات.
على الرغم من وضع العلامات الفلورية، غالباً ما يكون من الصّعب إجراء تصوير مُفصّل على سيارات الدّفع الرباعي لمجرد أنها صغيرة جداً. لمكافحة هذه المشكلة، يستخدم الباحثون الحويصلات العملاقة أحادية الصفيحة. تعتبر الحويصلات العملاقة أحادية الصفيحة كبيرة بما يكفي (1 - 200 ميكرومتر) ليتم دراستها باستخدام الفحص المجهري التقليدي وهي ضمن نفس نطاق الحجم مثل معظم الخلايا البيولوجية. وبالتالي، يتم استخدامها لتقليد أغشية الخلايا للدراسات المختبرية في البيولوجيا الجزيئية والخلوية. تم إجراء العديد من دراسات أطواف الدهون في أنظمة الدهون الاصطناعية باستخدام الحويصلات العملاقة أحادية الصفيحة لهذا السبب. مقارنة بالطبقات الثنائية المدعومة، تمثل الحويصلات العملاقة أحادية الصفيحة بيئة «طبيعية» أكثر نظراً لعدم وجود سطح صلب قد يتسبب في حدوث عيوب أو يؤثر على خصائص الغشاء أو تفسد طبيعة البروتينات. لذلك، كثيراً ما تستخدم الحويصلات العملاقة أحادية الصفيحة لدراسة إعادة تشكيل الغشاء والتفاعلات الأخرى لغشاء البروتين في المختبر. توجد مجموعة متنوعة من الطرق لتغليف البروتينات أو المتفاعلات البيولوجية الأخرى داخل هذه الحويصلات، مما يجعل الحويصلات العملاقة أحادية الصفيحة نظاماً مثالياً لاجراء التفاعل في أنبوب المختبر، والتحقق منه في المختبر لوظائف الخلية في بيئات غشاء تشبه الخلية. تشمل هذه الطرق طرق الموائع الدقيقة، والتي تسمح بإنتاج عالي الجودة من الحويصلات المرتبة حسب الأحجام.

## قطرات واجهة ثنائية الطبقات
إن الطبقات الثنائية لواجهة القطرات عبارة عن: قطرات مغلفة بالـفوسفوليبيد تشكل طبقات ثنائية عند ملامستها. القطرات محاطة بالزيت وتنتشر الدهون الفوسفورية في الماء أو الزيت. ونتيجة لذلك، تشكل الدهون الفسفورية تلقائياً طبقة أحادية عند كل من واجهات الزيت والماء. يمكن تشكيل قطرات واجهة ثنائية الطبقات لإنشاء مادة تشبه الأنسجة مع القدرة على تكوين طبقات ثنائية غير متماثلة، وإعادة تكوين البروتينات وقنوات البروتين أو استخدامها في دراسة الفيزيولوجيا الكهربية. يمكن تشكيل شبكات قطرات واجهة ثنائية الطبقات الموسعة إما عن طريق استخدام أجهزة ميكروفلويديك القُطيرات أو باستخدام طابعات القُطيرات.

## المذيلات وبايسيلز وأقراص النانو
المذيلات المنظفات هي فئة من نماذج الأغشية التي تستخدم عادة لتنقية ودراسة بروتينات الغشاء، على الرغم من أنها تفتقر إلى طبقة ثنائية الدهون. وفي المحاليل المائية، المذيلات عبارة عن تجمعات من جزيئات أمفيباثيك برؤوس محبة للماء معرضة للمذيب وذيولها الكارهة للماء في المركز. يمكن للمذيلات إذابة بروتينات الغشاء عن طريق تغليفها جزئياً وحماية أسطحها الكارهة للماء من المذيبات.
بايسيلز عبارة عن فئة ذات صلة من الغشاء النموذجي، عادة ما تكون مصنوعة من نوعين من الدهون، أحدهما يشكل طبقة ثنائية للدهون بينما يشكل الآخر مجموعة أمفيباثيك شبيهة بالمذيلات تحمي مركز الطبقة الثنائية من جزيئات المذيبات المحيطة. يمكن اعتبار بايسيلز على أنها جزء من طبقة ثنائية مغلفة وذوبان بواسطة مذيلة. تعتبر بايسيلز أصغر بكثير من الجسيمات الشحمية، وبالتالي يمكن استخدامها في تجارب مثل التحليل الطيفي بالرنين المغناطيسي النووي حيث لا تكون الحويصلات الكبيرة خياراً.
تتكون أقراص النانو من قطعة من طبقة ثنائية مغلفة بطبقة بروتين أمفيباثيك، بدلاً من طبقة دُهنية أو مادة منظفة. تعد أقراص النانو أكثر استقراراً من بايسيلز والمذيلات بتركيزات منخفضة، وهي محددة جيداً في الحجم (اعتماداً على نوع غلاف البروتين، بين 10 و20 نانومتر). يمكن دراسة بروتينات الغشاء المتضمنة في الأقراص النانوية والتي تذوب فيها بواسطة مجموعة متنوعة من التقنيات الفيزيائية الحيوية.